# اندیس قشلاق یزیدیکان ۲
قشلاق یزیدیکان ۲ یک اندیس فلزی است که در حوالی شهر سلماس استان آذربایجان غربی قرار دارد و مادهٔ معدنی موجود در آن، مس است.سنگ میزبان این اندیس گابرو ، سرپانتنیت است  در این اندیس، پاراژنز‌های مالاکیت یافت می‌شوند.